# Piper lawrancei
Piper lawrancei är en pepparväxtart som beskrevs av Trel. & Yunck.. Piper lawrancei ingår i släktet Piper och familjen pepparväxter. Inga underarter finns listade i Catalogue of Life.